# 设计规则检查
设计规则检查（英語：Design rule checking, DRC）是电子设计自动化的一个重要组成部分，它决定了指定集成电路芯片的物理版图是否满足推荐的参数要求，这个要求即设计规则。

## 設計規則

最为基本的设计规则检查-长度，距离和围绕

設計規則是一系列由半導體製造廠商提供的參數，確保設計者能夠畫出正確的光罩板。設計規則是專門針對特定的半導體製造工藝。一種設計規則集，會指定某種幾何和連接限制，以確保足夠的緩衝空間來考慮半導體製程中的變異性，從而確保大部分的部件能正常運作。
最基本的設計規則如右圖所示。首先是单层规则。宽度规则规定了设计中任何形状的最小宽度。间距规则规定了两个相鄰物件之间的最小距离。这些规则将存在于每个半导体制造工艺层中，最底层的规则通常最小（例如，2007年时大约为100奈米），而最高的金属层规则比較大（例如，2007年时大约为400奈米）。
双层规则规定了两个层之间必须存在的关系。例如，一个包容规则可能规定，一种类型的對象，如接點 (contact) 或通孔 (via) 必須有额外的緩衝量，再被金属层覆盖，以2007年的一个典型值，可能是大約10奈米。
實務上还存在许多未在此图中示出的其他规则类型。最小面积规则如其名称所示。天線規則則是一些复杂的规则，用于检查网络每层面积的比例，以防止在蚀刻中间层时出现问题。還有许多此类规则，其細節說明會列在半导体制造商提供的文件中。
学术界的设计规则通常以可缩放参数 λ 来规定，这样设计中的所有几何公差都可以定义为 λ 的整数倍。这简化了现有芯片布局向新工艺的迁移。工业规则则更为高度优化，仅近似均匀缩放。设计规则集随着每一代半导体工艺的发展变得越来越复杂。

## 设计规则软件
设计规则检查的目的是生产出高良率和高稳定性的产品。如果违反了设计规则，会对设计的功能造成影响。
一般在运行设计规则检查时，会输入由版图导出的GDSII格式文件。由软件并经过一系列设计规则的技术文件进行处理，产生违反规则的报告。设计者对这些违反规则的数据进行确认。
软件在定义设计规则的时候，通常会使用一种计算机语言来描述如何对设计规则进行操作。比如Mentor Graphics使用Standard Verification Rule Format (SVRF)。

## 商业化软件
电子设计自动化（EDA）厂商提供商业化的软件，主要由
- Calibre by Mentor Graphics
- Hercules and IC Validator by Synopsys
- Diva, Dracula, Assura and PVS by Cadence Design Systems